# Зеэв, Нисим
Нисим Зеэв (ивр. נסים זאב‎; род. 9 сентября 1951 года, Иерусалим, Израиль) — израильский политик, депутат кнессета (15, 16, 17, 18 созывы) от партии «ШАС».

## Биография
Нисим Зеэв родился в 1951 году и проживает в Иерусалиме. Он закончил иешиву «Порат Йосеф» и был рукоположен в раввины в возрасте 25 лет.
Летом 1983 года Зеэв был одним из инициаторов создания «Объединения Торы», которая в настоящее время стала политической партией ШАС. Зеэв был избран председателем нового объединения. В период с 1983 по 1998 годы он занимал должность заместителя мэра Иерусалима в течение трёх сроков (дважды в должности заместителя мэра Тедди Коллека, и однажды заместителем Эхуда Ольмерта), и отвечал за обеспечение и выделение общественных земельных участков. Зеэв покинул мэрию, присоединившись к партии ШАС, от которой был избран в кнессет.
Работал в кнессете 15-го, 16-го, 17-го созывов.
Перед выборами в кнессет 18-го созыва занял девятое место в партийном списке «ШАС», прошёл в кнессет, так как партия получила одиннадцать мандатов. Вошел в состав комиссии кнессета, комиссии по иностранным делам и безопасности, комиссии по образованию, культуре и спорту и комиссии по поддержке статуса женщины.
Во время своего пребывания в Кнессете, высказывал ряд спорных утверждений, такие как резкие выступления против гомосексуалистов. Также Зеэв выступал против строгих наказаний репатриантов — выходцев из Восточных стран, которые применяют физическое насилие к своим жёнам.
Зеэв женат, владеет ивритом, арабским и английским языками. По профессии — раввин, шойхет и хаззан.